# Rhodeus smithii
Rhodeus smithii (лат.) — вид пресноводных рыб, принадлежащий к подсемейству Acheilognathinae семейства Cyprinidae. Его естественная среда обитания — пресные водоёмы Японии. Первоначально он был описан как Achilognathus smithii Чарльзом Тейтом Риганом в 1908 году, в научной литературе его также называют Rhodeus ocellatus smithii.
Назван в честь британского путешественника, спортсмена и натуралиста Ричарда Гордона Смита (1858—1918), собиравшего в Японии образцы для Британского музея.
Он занесён в Красный список МСОП как находящийся под угрозой исчезновения. Рыба достигает длины до 6,5 см и обитает в пресных водоёмах с pH от 6,8 до 7,8, жёсткостью 20 DH и температурой от 10 до 25 °C. При нересте самки откладывают икру внутрь двустворчатых моллюсков, где мальки остаются до тех пор, пока не начнут хорошо плавать.
Живёт около трёх лет, редко больше.
До Второй мировой войны он был широко распространён на западе Японии (Кюсю и западная часть Хонсю). В 1942 году туда был случайно завезён глазчатый горчак вместе с белым амуром и белым толстолобиком из материкового Китая.
Глазчатый горчак и Rhodeus smithii морфологически очень похожи, но можно отметить несколько отличительных признаков, таких как количество продольных чешуек, основные лучи в спинном и анальном плавниках, а также форма икринок. Кроме того, у глазчатого горчака имеется серебристо-белая область спереди (белые линии) на брюшном плавнике, а у R. smothii её нет. Для сравнения, брюшной плавник R. smothii тёмный. Ещё одним заметным отличием является размер тела. Длина R. smithii обычно не превышает 60 мм, тогда как самцы глазчатого горчака крупнее 80 мм, а самки этого вида обычно превышают 60 мм.

## Охранный статус
R. smithii был широко распространён в небольших прудах, водохранилищах и ручьях на острове Кюсю и в западной части Японии. Однако с тех пор, как был завезён глазчатый горчак, видовая популяция резко увеличилась по всей Японии. Эти два вида сосуществуют во многих областях, и гибридизация, как правило, происходит легко.
Гибридизация и последующая интрогрессия генов наблюдалась у этих видов в Касиме и Огори. Из-за скрещиваний численность R. smithii резко сократилась по всей Японии, и теперь вид находится под угрозой исчезновения. В 1994 году R. smithii был внесён в Красный список МСОП как вид, находящийся под угрозой исчезновения, а сейчас находится под критической угрозой исчезновения. R. smithii также занесён в Красную книгу Японии как вид, находящийся под угрозой исчезновения.

## Охрана
Загрязнение окружающей среды, состояние водоёмов и т. д. способствовали сокращению численности вида в различных местах.
Поскольку вид находится под угрозой исчезновения, в Японии были созданы некоммерческие организации и исследовательские группы, чья цель — восстановить его популяцию.
Исследовательская группа Яо, одна из групп по сохранению R. smithii, начала деятельность по защите вида. Например, эта организация в мае 1999 года построила защищённый пруд в городе Яо, Осака, в котором были выпущены 41 самец и 60 самок вместе с креветками. Также одновременно было пересажено 45 пресноводных мидий. Группа регулярно контролировала и собирала данные в течение 2001 года. В 2000 году им удалось увеличить популяцию до 6000 особей и пересадить 500 особей ещё в пять прудов из охраняемого пруда. Однако в 2001 году было поймано немного особей. Из-за плохого качества воды в этом году, по сравнению с предыдущими, исследовательская группа пришла к выводу, что эвтрофикация отрицательно влияет на воспроизводство особей. С тех пор исследовательская группа Яо рассмотрела возможность разработки новых систем очистки для сохранения вида. Они также обучают детей в рамках курса естествознания, чтобы поднять экологическую грамотность следующего поколения.